# 白石直治

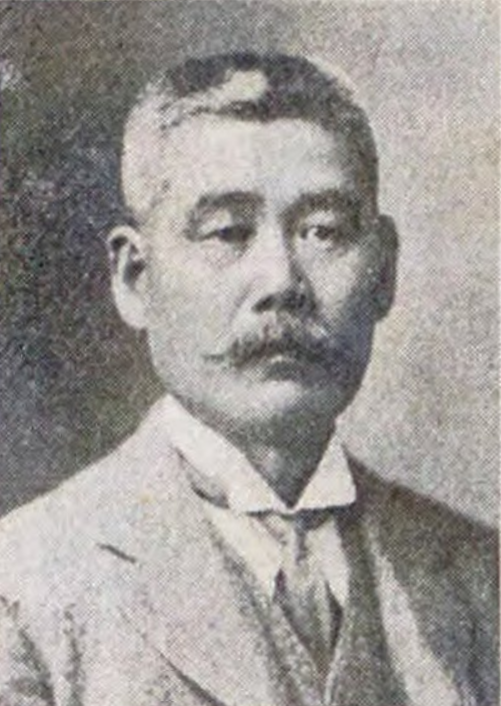
白石直治

白石 直治（しらいし なおじ、安政4年10月29日（1857年12月15日） - 1919年（大正8年）2月17日）は、明治から大正時代の土木技術者、土木工学者、東京帝国大学教授、衆議院議員、実業家。旧姓は久家。

## 経歴・人物
土佐藩儒で漢学者の久家種平（忘斎）、峰の長男として土佐国長岡郡十市村（現・高知県南国市十市）に生まれ、1874年（明治7年）白石栄の養嗣子となる。13歳の時、土佐藩校・致道館に学ぶ。母の弟・中島信行の影響により勤王論に刺激され、長州に走ったこともあったが、維新後上京し後藤象二郎家に寄寓する。
1881年（明治14年）東京帝国大学工科大学土木学科卒業。農商務省を経て、東京府勤務となる。1882年（明治15年）竹内綱の二女・菊と結婚。1883年（明治16年）文部省より海外留学を下命され米国に留学。橋梁工学の第一人者として知られたレンセラー工科大学のバー（W. H. Burr）教授に師事し、ペンシルベニア鉄道会社、フェニックス橋梁会社などで実務を経験する。さらに欧州へ渡り、英・仏・独の工場を回り、ベルリン工科大学などで学び、1887年（明治20年）帰国。
帰国後、農商務省御用掛、東京府御用掛を経て、東京帝国大学教授となるが、1890年（明治23年）退官。1891年（明治24年）工学博士。実業界入りし、九州鉄道社長、関西鉄道社長、猪苗代水力電気、若松築港、日韓瓦斯電気、日本窒素肥料などの会社重役を歴任。この間、携わった1906年（明治39年）竣工の神戸和田岬の「東京倉庫D号」は、日本初の鉄筋コンクリート造の建物である。ほか、当時東洋一の規模を誇った長崎のドライ・ドック（1904年竣工）や若松港などの建設にも関与した。
のち、郷里より推されて1912年（明治45年）の第11回衆議院議員総選挙に出馬・当選し、立憲政友会所属の衆議院議員となり（3回当選）、第35回帝国議会では全院委員長に推挙された。その間、義兄の竹内明太郎と共に四国縦貫鉄道の山田・須崎間の鉄道建設に尽力した。その後、1919年（大正8年）土木学会第5代会長となるが、就任後2か月で没した。墓所は青山霊園(1イ10-16)。
直治南岳と号し詩を嗜んだ。

## 著作
- 『鉄道国有論』1891年12月14日。

## 伝記
- 『工学博士白石直治伝』工学博士白石直治伝編纂会、1943年。

## 親族
- 実父：久家種平（土佐藩儒、漢学者）[3][9]
- 岳父：竹内綱（土佐藩士、政治家）
- 妻：白石菊（衆議院議員・竹内明太郎、内閣総理大臣・吉田茂の末妹）[3]
- 婦：白石さが（長男多士良の妻、男爵・岩村透の妹）[3]
- 叔父：中島信行（母・峰の弟、元海援隊士、初代衆議院議長）[5]
- 義兄：竹内明太郎（衆議院議員、早稲田大学理工学部設立者）
- 子：白石多士良（小松製作所初代社長、白石基礎工事およびパシフィックコンサルタンツ創業者）[2][3][10]
- 子：白石宗城（昭和26年から33年まで新日本窒素肥料社長。水俣病発生・拡大時のチッソの社長であり、第一号患者公式認定も社長在任中であった。戦前の朝鮮窒素の重役。退任後、パシフィックコンサルタンツ社長。）[3][10][11]
- 孫：白石泰（多士良の長男、白石基礎工事社長）[11]
- 孫：白石俊多（多士良の次男、白石基礎工事副社長・会長）[2][3][11]